# Hermann Stahlberg
Hermann Stahlberg (* 1. Oktober 1920 in Leichlingen; † 2. Februar 2005 in Fritzlar) war ein deutscher Politiker der CDU und als erster aktiver Soldat der Bundeswehr Mitglied des Deutschen Bundestages.

## Leben
Stahlberg beantragte am 9. November 1938 die Aufnahme in die NSDAP und wurde zum 1. September 1939 aufgenommen (Mitgliedsnummer 7.104.358). Er war Kriegsteilnehmer des Zweiten Weltkriegs und 1949 aus sowjetischer Kriegsgefangenschaft zurückgekehrt. 1956 trat er in die neu gegründete Bundeswehr ein. Seit 1957 bekleidete Stahlberg verschiedene Positionen in der Führung des Deutschen Bundeswehrverbands, der Berufsorganisation der Soldaten.
Am 29. September 1965 wurde Stahlberg, damals Hauptfeldwebel, über die Landesliste der hessischen CDU in den Deutschen Bundestag gewählt. Er gehörte dem Parlament bis 1972 und dann abermals von 1974 bis 1980 an, wobei er besonders im Verteidigungsausschuss aktiv war.
Nach seinem Ausscheiden aus der Bundespolitik war Hermann Stahlberg von 1983 bis 1989 Angehöriger des Magistrats der Stadt Fritzlar sowie von 1987 bis 1989 noch einmal Erster Stadtrat.